# Euricom
Euricom è un gruppo alimentare italiano, attivo prevalentemente nella lavorazione e distribuzione del riso, settore nel quale è leader in Europa. Pur essendo presente sul mercato con i propri marchi, opera soprattutto nella produzione e commercializzazione su larga scala, come fornitore di prodotti a marchio privato per le catene della grande distribuzione (Carrefour, Auchan, Lidl, Rewe ed altri) e di riso come materia prima per l'industria alimentare. Si occupa anche dell'invio di aiuti alimentari deliberati dallo Stato italiano o dall'Unione Europea.

## Storia
Fondata nel 1970 a Valle Lomellina con il nome di Eurico dal pavese Francesco Sempio, si è affermata come grande esportatore di riso nei paesi del Nord Europa e del Medio Oriente
Nel 1994 ha rilevato dalla Nestlé il marchio Curtiriso. Questa acquisizione ha segnato l'ingresso di Euricom sul mercato italiano con un marchio proprio: fino ad allora infatti l'azienda esportava il proprio riso all'estero o produceva per la grande distribuzione.
Nel 1998 la controllata Euricom Hellas ha inaugurato ad Halastra, in Grecia, il più grande stabilimento europeo per la lavorazione del riso, destinato per il 90% all'esportazione.
Nel dicembre del 2006 l'azienda ha firmato un accordo con il gruppo svizzero Tmt per la creazione di una joint venture con la società svizzera Tmt, già proprietaria del pastificio Pezzullo di Eboli (SA) e del pastificio Guacci di Campobasso; l'accordo prevede il conferimento alla joint venture di tutte le attività dei due gruppi nella produzione di pasta, costituendo così il maggior produttore europeo per conto terzi. Farà parte della joint venture anche Coop Adriatica con il 15%.
Nell'ottobre 2021 la controllata Curtiriso ha rilevato dal gruppo Colussi lo storico marchio riso Flora. Poco tempo prima Euricom aveva ottenuto un finanziamento di 95 milioni da un pool bancario garantito dalla Sace.

## Struttura
Euricom S.p.A. è una holding che controlla 10 stabilimenti di produzione del riso in Italia (nella zona tra le province di Pavia e di Vercelli), Grecia, Francia, Spagna e Portogallo ed in altri paesi europei, ma anche quattro pastifici; le principali aziende del gruppo sono:
- la Curti s.r.l. di Valle Lomellina (PV), proprietaria dei marchi “Curtiriso” e "Riso Flora";
- Molini Certosa S.p.A. di Certosa di Pavia (PV), industria molitoria;
- la Arcesa di Oliva (Valencia, Spagna), una delle aziende leader sul mercato spagnolo del riso;
- Pasta Combattenti di Cremona, produttore di pasta di semola specialmente per conto terzi;
- Corticella Molini e Pastifici S.p.A. di Bologna, attiva nella produzione di pasta secca e fresca.

L'azienda gestisce anche una centrale elettrica che produce energia dalla combustione dagli scarti di lavorazione di riso.